# Петрохерсонец
Петрохерсонец — село в Грачёвском районе Оренбургской области, административный центр Петрохерсонецкого сельсовета.

## География
Находится по обоим берегами реки Боровка на расстоянии примерно 14 километров по прямой на север-восток от районного центра села Грачёвка.

## История
Село образовалось из двух посёлков Ново-Херсонского и Ново-Петровского. Ранее Ново-Херсонский был основан переселенцами из Херсонской губернии России. Ново-Петровский же был назван так в честь первого поселенца из Киевской губернии Петра Саввича Марчука — деда академика Г. И. Марчука, родившегося в Петрохерсонце. Эти посёлки возникли в 1903—1904 годах. С 1929 году работали колхоз «Червонный шлях», потом им. Шевченко. Ныне это СПК им. Шевченко.

## Население
Население составляло 595 человек (84 % русские) по переписи 2002 года, 505 по переписи 2010 года.